# 프랑스의 알제리 정복
프랑스의 알제리 정복(프랑스어: Conquête de l'Algérie par la France; 아랍어: الغزو الفرنسي للجزائر)은 1830년부터 1903년까지 일어났다. 1827년, 알제리 섭정국의 통치자 후세인 데이와 프랑스 영사 사이의 논쟁이 봉쇄로 확대되었고, 이후 프랑스의 7월 왕정은 1830년에 알제를 침공하여 빠르게 점령하고 다른 해안 공동체들도 점령했다. 프랑스 내부의 정치적 갈등 속에서 영토 통제권을 유지하려는 결정이 반복적으로 내려졌고, 이후 몇 년 동안 내륙의 저항을 진압하기 위해 추가 병력이 투입되었다.
처음에 알제리 저항군은 주로 동부의 콩스탕틴에서 알제리 섭정국을 재건하려던 아메드 베이 벤 모하메드 셰리프 휘하의 세력과 서부 및 중부의 민족주의 세력으로 나뉘어 있었다. 아브델카데르 태수 휘하의 민족주의자들과의 조약으로 프랑스는 먼저 데이릭 잔당을 제거하는 데 집중할 수 있었고, 이는 1837년 콩스탕틴 공성전으로 달성되었다. 압드 알 카디르는 서부에서 맹렬한 저항을 계속했다. 결국 1842년에 대규모의 강압적인 프랑스 군사 작전에 의해 모로코로 쫓겨났지만, 프랑스-모로코 전쟁에서 패배한 후 프랑스의 외교적 압력으로 모로코 정부가 그를 공격하여 모로코에서 쫓아낼 때까지 유격전을 계속했다. 그는 1847년에 프랑스군에 항복했다. 일부 정부와 학자들은 프랑스의 알제리 정복을 집단학살에 해당한다고 간주했다.

## 배경

알제의 베이국들(지방). 다르-에스-솔탄은 데이가 직접 통제하던 지역이었다.

알제리의 해안과 산악 지역은 알제리 섭정국이 통제했다. 섭정국(또는 데이릭)은 명목상 오스만 제국의 일부였지만, 오스만 술탄으로부터 독립적으로 활동했다. 데이는 섭정국 전체를 통치했지만, 알제와 그 주변 지역에서만 직접적인 통제권을 행사했으며, 서부, 중부, 동부 지역에는 베이국들 (주)이 설치되었다. 나머지 영토(내륙의 대부분 포함)는 명목상 알제가 통치했지만, 사실상 지역 베르베르족과 아랍족 지도자들의 통제를 받았으며, 이들은 항상 그런 것은 아니었지만 대개 데이의 봉신으로 활동했다. 북부 사하라 지역에서는 투구르트 술탄국과 같은 일부 오아시스 왕국이 섭정국의 통제를 받았다. 내륙 사하라 사막 지역은 데이가 주장했을 뿐, 실제로는 부족 연맹과 켈 아하가르와 같은 소규모 왕국들이 완전히 통제했다. 데이는 1817년 이후 그들의 권력이 크게 제한되었지만, 알제 오작의 예니체리의 지지를 받거나, 경우에 따라서는 통제를 받았다. 이 영토는 서쪽으로는 모로코 술탄국과 동쪽으로는 튀니스 베이국과 접해 있었다. 서쪽 국경인 타프나 강은 국경을 넘나드는 부족 간의 연관성 때문에 특히 통과하기 쉬웠다.
알제리 섭정국은 바르바리 해적과 바르바리 노예 무역상의 주요 거점 중 하나였으며, 이들은 지중해와 북부 대서양의 기독교 선박과 해안 정착지를 공격했다. 나머지 바르바리와 마찬가지로 알제리 섭정국은 유럽, 미국, 아프리카에서 포획한 노예나 물품 무역으로 살았다. 유럽 강대국들은 보복으로 알제를 여러 차례 폭격했고, 미국은 기독교 선박에 대한 알제리 해적 행위를 종식시키기 위해 바르바리 전쟁을 시작했다.
알제리 정복은 샤를 10세에 의한 부르봉 왕정복고의 마지막 시기에 시작되었다. 이는 바르바리 해적 행위를 완전히 종식시키고, 특히 나폴레옹 전쟁의 많은 참전 용사들이 살던 파리에서 국왕의 인기를 높이는 것을 목표로 했다. 프랑스가 알제를 정복한 직후 알제리 노예 무역과 해적 행위는 즉시 중단되었다.

### 부채 사건
1795년~1796년, 프랑스 공화국은 알제에 있는 두 명의 유대인 상인으로부터 프랑스군을 위한 밀을 구매하는 계약을 맺었다. 알제의 데이인 후세인 데이에게 빚을 지고 있던 상인들은 프랑스가 자신들에게 빚을 갚기 전까지는 그 빚을 갚을 수 없다고 주장했다. 데이는 프랑스 영사 피에르 드발과 이 상황을 해결하기 위해 협상했지만 실패했고, 특히 프랑스 정부가 1820년에 상인들에게 빚을 갚을 준비를 하지 않았기 때문에 드발이 자신을 상대로 상인들과 공모했다고 의심했다. 드발의 조카이자 보네의 영사 알렉상드르는 이전 합의에도 불구하고 보네와 라 칼에 프랑스 창고를 요새화하여 데이를 더욱 격분시켰다. 미지급 부채가 부채 사건의 주요 원인으로 지목되지만, 데이비드 토드는 "벨벳 제국: 19세기 프랑스 비공식 제국주의"에서 이 다툼의 실질적인 원인은 프랑스가 이전에 사용하지 않던 라 칼의 창고를 요새화하려 시도하여 라 칼과 주변 지역을 프랑스의 식민지 전초기지로 만들려 한 것이며, 데이의 부채 논의는 부차적인 문제로 발생했다고 주장한다.

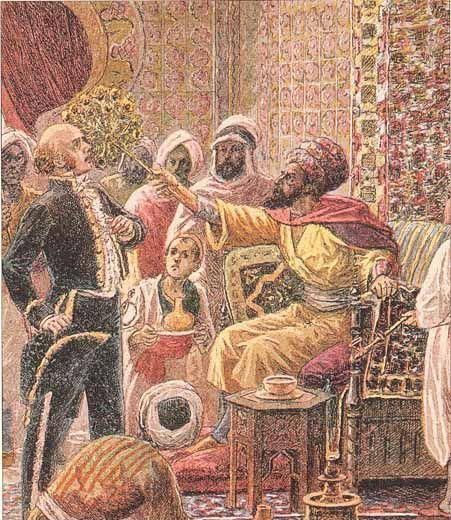
침략으로 확대된 "부채 사건".

1827년 4월 29일 논쟁적인 회의에서 드발이 만족스러운 답변을 거부하자, 데이는 드발을 그의 파리채(당시에는 부채라고 불림)로 때렸다. 샤를 10세는 그의 외교 대표에 대한 이 경멸적인 행동을 이용하여 먼저 데이에게 사과를 요구했고, 그 다음으로 알제 항구에 대한 봉쇄를 시작했다. 봉쇄는 3년 동안 지속되었고, 주로 알제와 거래를 할 수 없었던 프랑스 상인들에게 불리했으며, 바르바리 해적들은 여전히 봉쇄를 피할 수 있었다. 1829년에 프랑스가 협상을 제안하기 위해 데이에게 대사를 보냈을 때, 그는 봉쇄 선박 중 하나를 향해 포격을 가하여 응답했다. 프랑스는 더 강력한 조치가 필요하다고 결정했다.
대사 방문 실패 후, 샤를은 강경 보수파인 쥘 드 폴리냐크를 프랑스 총리로 임명했다. 이는 당시 프랑스 하원에서 다수를 차지하고 있던 자유주의 프랑스 야당을 격분시켰다. 폴리냐크는 이집트의 무함마드 알리와 북아프리카를 본질적으로 분할하기 위한 협상을 시작했다. 알리는 명목상 오스만의 봉신이었지만, 결국 이 아이디어를 거부했다. 폴리냐크와 국왕에 대한 대중의 불만이 계속 커지자, 그들은 알제 점령과 같은 외교 정책 승리가 여론을 다시 자신들에게 유리하게 돌릴 것이라고 결정했다.

## 알제 침공

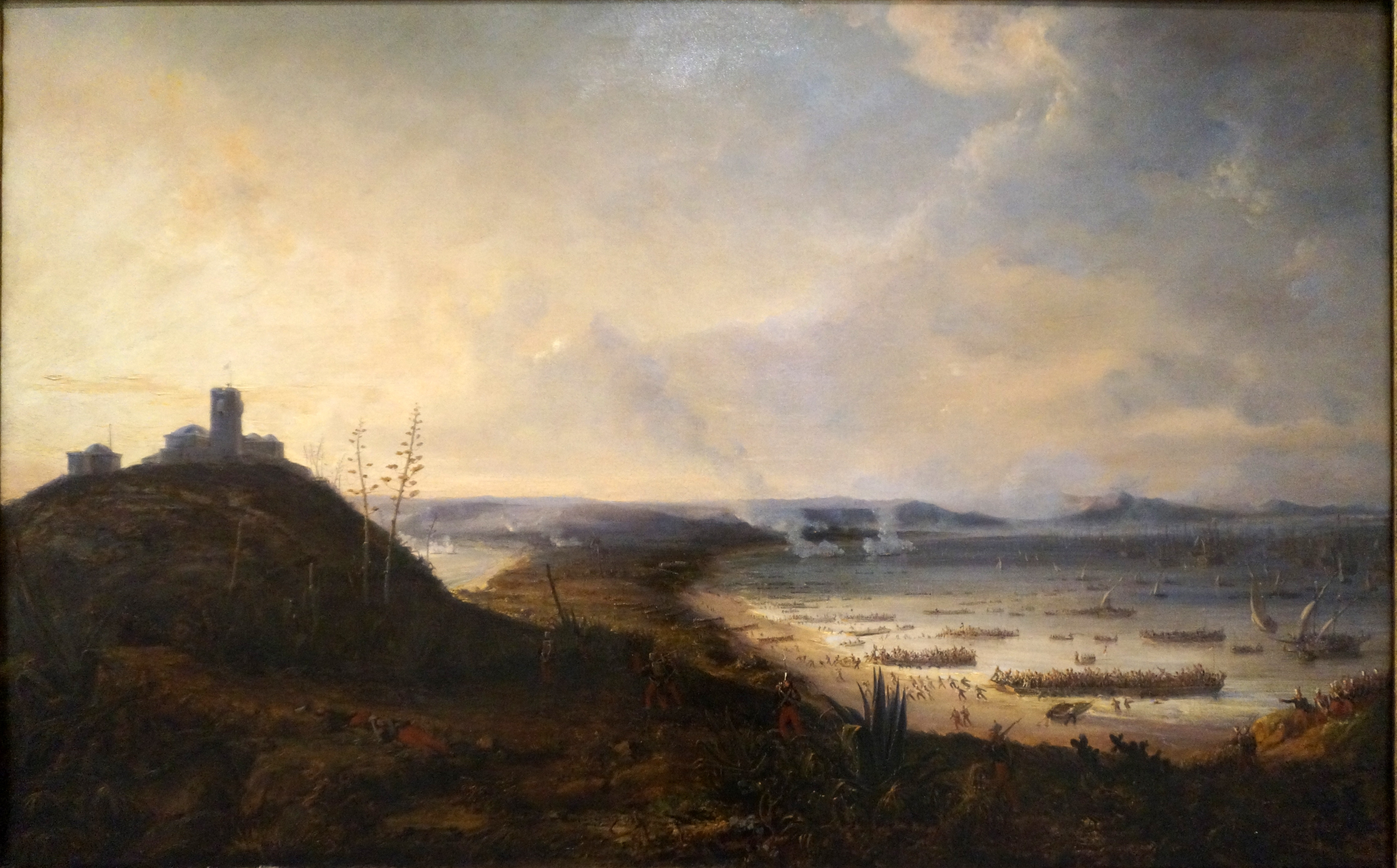
피에르-쥘리앵 질베르의 시디-페루슈.

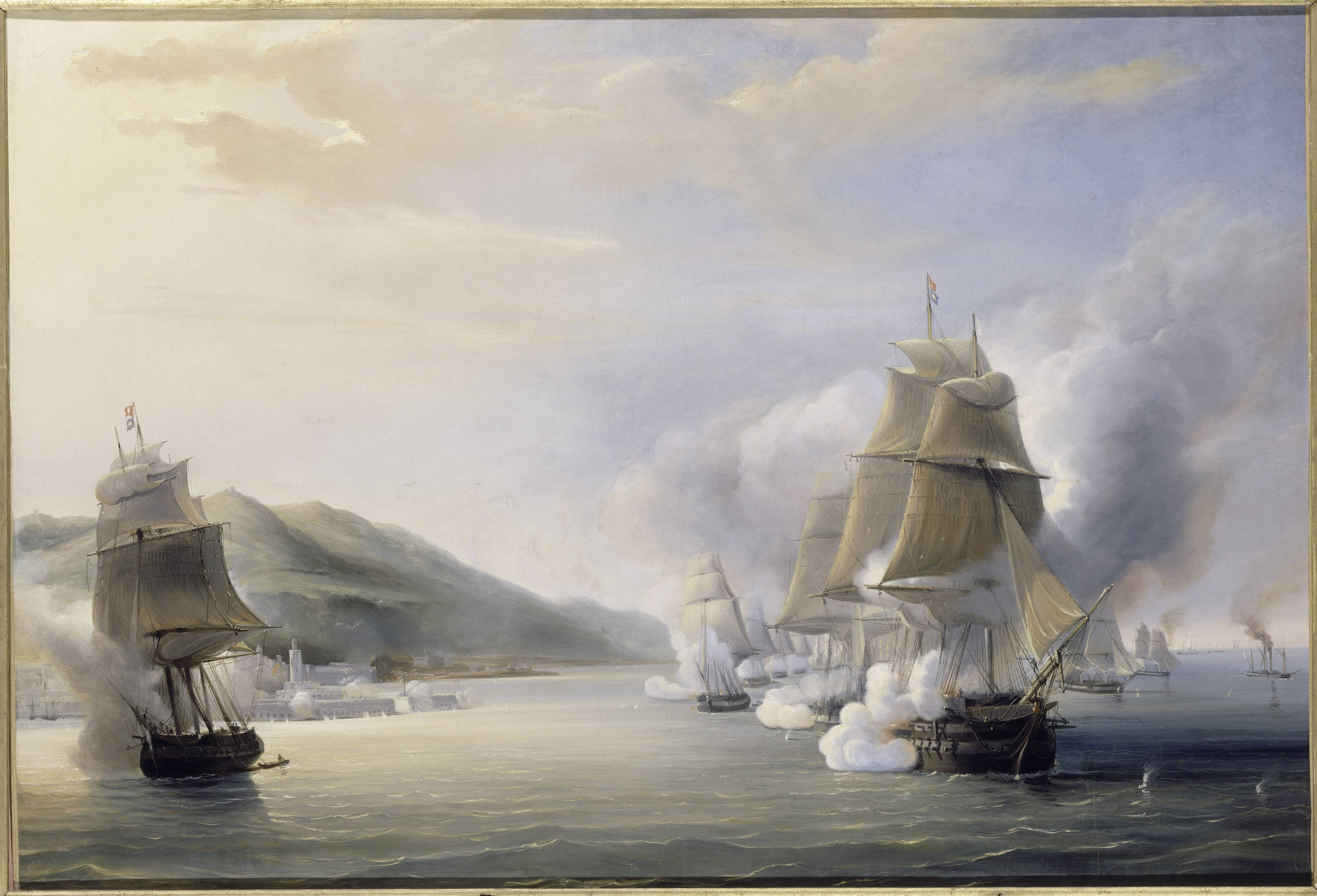
1830년 알제 점령 중 뒤페르 제독의 공격.

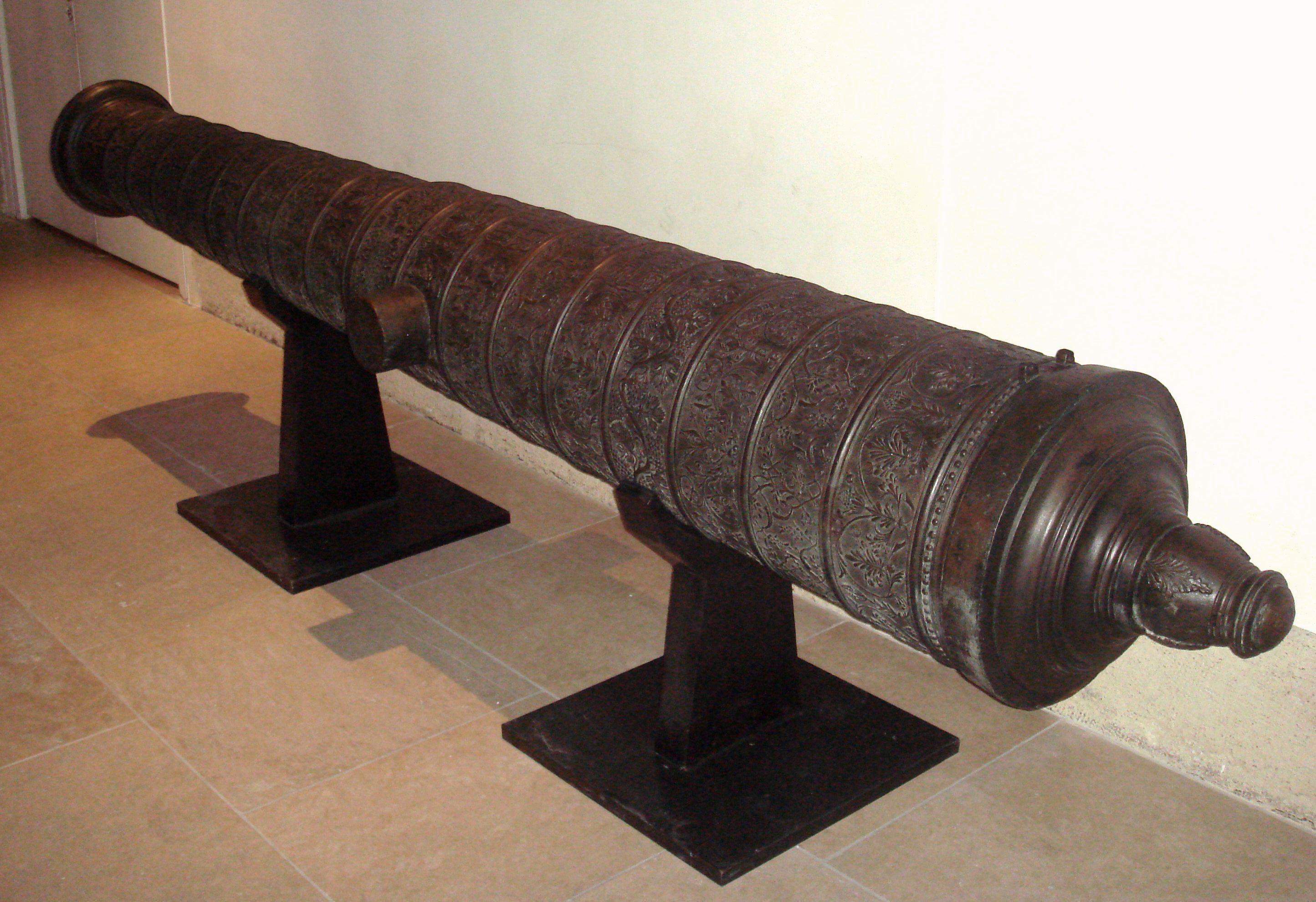
화려한 오스만 대포, 길이 385cm, 구경 178mm, 무게 2910, 석제 탄환, 1581년 10월 8일 알제에서 주조, 1830년 알제에서 프랑스에 의해 압수. 파리 육군 박물관.

뒤페르 제독은 툴롱에서 635척의 함대를 지휘하여 알제로 향했다. 나폴레옹 휘하 부탱 소령이 1808년에 처음 개발한 알제리 침공 계획에 따라 부르몽 장군은 1830년 6월 14일, 알제 서쪽 시디 페루슈에 34,000명의 병력을 상륙시켰다. 프랑스군에 맞서 데이는 7,000명의 예니체리, 콩스탕틴과 오랑의 베이들로부터 19,000명의 병력, 그리고 약 17,000명의 카빌인을 보냈다. 프랑스군은 우월한 포병과 더 나은 조직 덕분에 강력한 교두보를 구축하고 알제로 진격했다. 6월 19일, 프랑스군은 스타우엘리 전투에서 데이의 군대를 격파했고, 3주간의 전역 끝에 7월 5일 알제에 입성했다. 데이는 자신의 자유와 개인 재산 소유권 유지를 대가로 항복을 받아들였다. 닷새 후, 그는 가족과 함께 나폴리로 망명했다. 튀르크 예니체리 또한 튀르키예로 떠나 영토를 떠났다. 데이의 출국은 313년간의 오스만 영토 통치를 종식시켰다.
프랑스 사령부는 명목상 주민들의 자유, 재산, 종교적 자유를 보존하는 데 동의했지만, 프랑스군은 즉시 도시를 약탈하기 시작했고, 임의적인 이유로 사람들을 체포하고 죽였으며, 재산을 압류하고 종교 시설을 모독했다. 8월 중순까지 튀르크 당국의 마지막 잔재는 상당한 자산을 청산할 기회도 없이 강제로 추방되었다. 한 추정치에 따르면, 약탈 과정에서 5천만 프랑 이상의 자산이 개인의 손에 들어갔다. 이러한 활동은 프랑스 점령군과 원주민 사이의 미래 관계에 심대한 영향을 미쳤다. 1833년 프랑스 위원회는 "우리는 단순한 의심만으로 재판 없이 죄가 항상 의심스러운 사람들을 죽음으로 몰아넣었다... 우리는 안전통행증을 소지한 사람들을 학살했다... 우리는 야만인들보다 더 야만적으로 행동했다"라고 썼다. 튀르크인들의 추방은 영토의 상당 부분에 권력 공백을 만들었고, 프랑스 점령에 대한 저항이 즉시 일어났다.
알제 점령 소식이 파리에 채 전해지기도 전에 샤를 10세는 1830년 7월 영광의 3일 동안 퇴위당했고, 그의 사촌인 "시민 왕" 루이 필리프는 입헌 군주제를 주재하게 되었다. 알제 원정에 반대하는 자유주의자들로 구성된 새 정부는 구 체제가 시작한 침공을 계속하는 것을 망설였다. 그러나 승리는 엄청난 인기를 얻었고, 루이 필리프의 새 정부는 침공군의 일부만 철수시켰다. 보네와 오랑을 점령하기 위해 병력을 보냈던 부르몽 장군은 샤를을 왕위에 복귀시키기 위해 프랑스로 돌아갈 생각으로 그곳에서 병력을 철수시켰다. 그의 병력들이 이 노력을 지지하지 않는다는 것이 분명해지자, 그는 사임하고 스페인으로 망명했다. 루이 필리프는 1830년 9월에 그를 베르트랑 클로젤로 교체했다.
스타우엘리 전투에 참전했던 티테리 베이는 오랑과 콩스탕틴의 베이들과 함께 프랑스에 대한 저항을 조율하려 했으나, 지도력에 합의하지 못했다. 클로젤은 11월에 8,000명의 프랑스군으로 티테리의 수도 메데아로 진격하여 소규모 교전에서 200명의 병사를 잃었다. 블리다에 500명의 병력을 남기고, 베이가 후퇴했기 때문에 메데아를 저항 없이 점령했다.

## 추가 확장

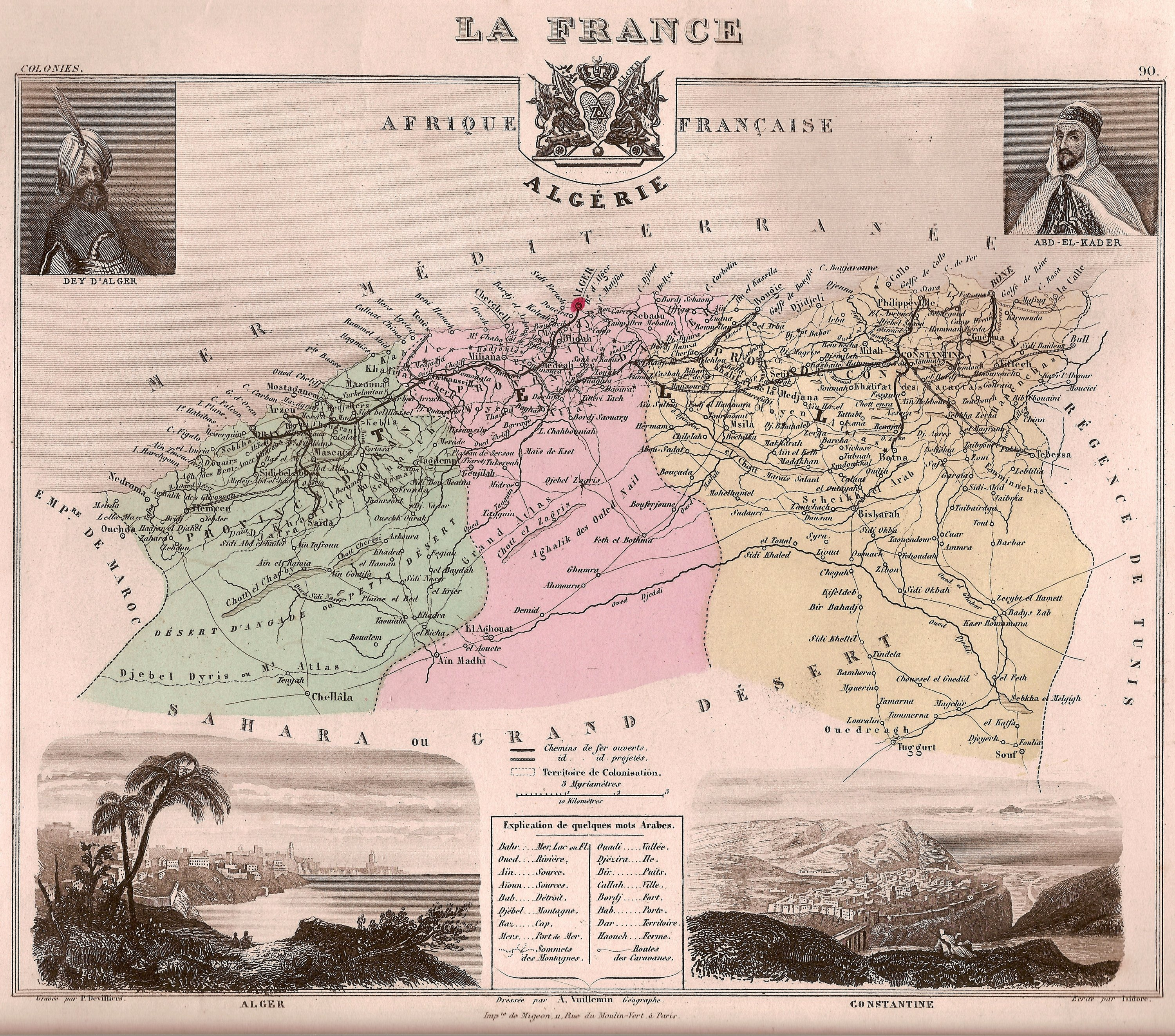
알제, 오랑, 콩스탕틴의 세 프랑스령 데파르트망 지도, 1877년

프랑스 정복의 연대기적 지도.

클로젤은 알제에 정식 민간 행정부를 도입하고, 적절한 식민지 존재를 확립할 목적으로 프랑스군을 위한 원주민 지원군인 주아브병을 모집하기 시작했다. 그와 다른 이들은 농지를 취득하고 유럽 농민들의 정착을 지원하기 위한 회사를 설립하여 토지 경합을 촉발했다. 클로젤은 미티자 평원의 농업 잠재력을 인식하고 그곳에서 대규모 면섬유 생산을 구상했다. 총독으로서 두 번째 임기(1835-36년) 동안 그는 자신의 직위를 이용하여 토지에 사적인 투자를 하고 행정부의 장교와 관료들에게도 같은 행동을 장려했다. 이러한 발전은 프랑스의 알제리 개입 확대에 대한 정부 관리들 사이의 기득권을 창출했다. 정부에 영향력을 가진 상업적 이익 집단도 프랑스 점령 지역 확장을 통한 수익성 있는 토지 투기 전망을 인식하기 시작했다. 10년 동안 그들은 대규모 농지를 조성하고, 공장과 사업체를 건설했으며, 저렴한 현지 노동력을 고용했다.
클로젤은 또한 튀니스 베이와 협상하여 프랑스 행정부 아래에서 활동할 "현지" 통치자를 공급받음으로써 오랑과 콩스탕틴으로 프랑스의 영향력을 확대하려 했다. 베이는 그 아이디어에 내재된 명백한 갈등을 보고 거부했다. 프랑스 외무부는 오랑에 모로코 베이를 설립하는 문제로 클로젤이 모로코와 진행한 협상에 반대했으며, 1831년 초 그를 베르테젠 남작으로 교체했다.
베르테젠은 식민화에 반대하는 허약한 행정가였다. 그의 최악의 군사적 실패는 그가 메데아의 베이를 지원하라는 요청을 받았을 때 발생했다. 그 베이에 대한 프랑스의 지지와 부패는 그곳 주민들을 그에게 반대하게 만들었다. 베르테젠은 1831년 6월에 베이와 프랑스 수비대를 철수시키기 위해 병력을 이끌고 메데아로 향했다. 알제로 돌아오는 길에 그들은 카빌인 저항군의 끊임없는 괴롭힘을 받았고, 베르테젠이 통제하지 못한 채 공황 상태의 후퇴를 겪었다. 이 후퇴 동안 프랑스군의 사상자는 상당했으며 (거의 300명), 이 승리는 저항의 불길을 부채질하여 식민지 정착촌에 대한 공격으로 이어졌다. 성장하는 식민지 금융 이익 집단은 더 강력한 조치를 요구하기 시작했고, 루이 필리프는 1831년 말에 루비고 공작 사바리를 통해 이를 제공했다.
루비고는 클로젤이 점령했다가 카빌인의 저항으로 잃었던 보네와 부기아(현재의 베자이아)를 되찾았다. 그는 토지 식민화와 재산 수용 정책을 계속했다. 알제에서의 저항 진압은 잔혹했으며, 군사력은 그 이웃 지역까지 확대되었다. 그는 이러한 진압의 노골적인 폭력성 때문에 1833년에 소환되었고, 브와롤 남작으로 교체되었다. 브와롤은 오랑에 프랑스 점령을 확립했고, 또 다른 프랑스 장군인 루이 알렉시 데스미셸스는 아르제우와 모스타가넴에 대한 통제권을 얻는 독립적인 지휘권을 부여받았다.
1834년 6월 22일, 프랑스는 약 2백만 명으로 추정되는 이슬람 인구를 가진 알제리 점령 지역을 군사 식민지로 공식적으로 합병했다. 식민지는 민간 및 군사 권한을 모두 가진 군사 총독이 운영했으며, 행정 명령권도 포함했다. 그의 권한은 명목상 해안 근처의 "제한적 점령" 지역에 있었지만, 이 지역을 넘어선 프랑스 식민지 확장의 현실은 지역 주민들의 지속적인 저항을 보장했다. 제한적 점령 정책은 1840년에 완전 통제 정책으로 공식적으로 포기되었다. 브와롤은 1834년 장-바티스트 드루에, 드레를롱 백작으로 교체되었으며, 그는 식민지의 초대 총독이 되어 `압드 알 카디르의 부상하는 위협에 대처하고 콩스탕틴의 통치자 아메드 베이를 진압하려는 프랑스의 지속적인 실패를 해결하는 임무를 맡았다.

## 알제리 소규모 저항 (1830년대)

### 블리다
블리다 1차 전투에서 모하메드 벤 잠움이 이끄는 베르베르-알제리군은 최소한의 사상자로 프랑스군을 격파했다. 프랑스군은 처음에는 알제리인들에게 환영받았지만, 곧 산에서 갑작스럽고 맹렬한 방식으로 공격을 받아 전략적으로 매복 공격을 당했다.
블리다 2차 전투에서 알제리군은 매복 공격을 통해 프랑스군을 퇴각시켰다. 두 전투는 모두 1830년에 벌어졌으며 프랑스는 1839년에야 블리다를 점령할 수 있었다.

### 베자이아
베자이아는 점령될 때까지 프랑스와 끊임없이 충돌했다. 데이의 몰락 후, 메자이아 부족들이 도시를 장악했다. 1831년에 그들은 그들에 대한 소규모 프랑스 원정대를 격파했다. 그럼에도 불구하고 1833년에 프랑스는 카빌과 쿨룰리 세력으로부터 최소한의 손실로 도시를 점령했다. 알제리 카빌인들은 1835년에 도시를 탈환하려 했지만, 더 잘 무장된 프랑스 방어군에게 실패했다.

### 미티자
1834년, 막시밀리앙 조제프 샤우엔부르크가 이끄는 프랑스군은 하주트 시를 공격했다. 저항군은 게릴라 전술을 사용했지만, 1835년 8월에 진압되었다. 1837년 2월 23일, 프랑스군은 미티자 평원에서 알제리 저항군에 대한 캠페인을 계속했다. 2월 24일, 프랑스군은 미티자 평원에서 알제리 저항군과 마주쳤고, 당시 알제리 부족의 통치하에 있던 라르바 시로 진격했다. 이틀 후, 도시는 점령되었다.

### 즈와와족
1837년 5월 8일, 콜 데 베니 아이샤, 이세르스, 암라오아 지역의 카빌인들이 프랑스 통치하의 메르시에 농장을 습격했다. 이는 프랑스군이 즈와와 카빌인과 이세르 카빌인에 대한 공격을 시작하게 만들었다. 5월 17일, 프랑스군은 즈와와족을 테니아에서 밀어냈다. 한편, 프랑스군은 이세르와 암라오아 부족의 매복 공격을 받았지만, 빠르게 격퇴되었다. 5월 18일과 19일, 프랑스 제2경보병사단은 베니 아이샤에서 수백 명의 알제리 방어군을 격파했다. 프랑스군은 병사 3명을 잃었지만, 알제리군은 18명을 잃었다. 같은 날, 수백 명의 카빌인들이 프랑스군을 매복 공격하려 했지만, 쉽게 격파당했고, 상당한 손실을 입었다.

## 압델카데르의 부상
에미르 압델카데르는 1807년 5월 알제리 오랑주에서 압델카데르 이븐 무히에딘 이븐 모스타파 이븐 모하메드 이븐 모크타르 엘-하사니 엘-제자이리(아랍어: عبد القادر ابن محيي الدين ابن مصطفى ابن محمد ابن المختار الحساني الجزائري)로 태어났다. 종교 인물이자 마라부트의 아들인 압델카데르는 부유하고 종교적인 가정에서 태어났으며, 그 자신도 다양한 형태의 교육을 받았다. 그는 이슬람 과학, 꾸란, 그리고 고대 및 현대 역사, 철학, 문헌학, 천문학, 지리학, 의학에 대한 그리스 및 아랍어 논문들을 배웠다. 14세에 압델카데르는 하피즈 칭호를 얻었으며, 가족 모스크에서 꾸란 구절을 설명하는 데 활발히 활동했다. 18세이던 1825년, 압델카데르와 그의 아버지는 하즈를 수행했다. 메카 순례를 마친 후, 그들은 다마스쿠스로 여행하여 몇 달 동안 공부했다. 이 체류 후, 그들은 바그다드로 또 다른 순례를 떠났다. 1828년에 귀국하기 전, 그들은 한 번 더 하즈를 수행했다.
압델카데르의 아버지이자 종교 형제단의 우두머리였던 무히에딘은 데이의 통치에 반대하여 데이의 감옥에서 시간을 보낸 후, 1832년 오랑에서 프랑스군과 그들의 막젠 동맹군에 대한 공격을 시작했다. 같은 해, 마스카라 근처 영토의 부족 원로들은 무히에딘의 아들, 25세의 압델카데르를 지하드의 지도자로 선택했다. 당시 국회의원이었던 알렉시 드 토크빌은 1837년 그의 "알제리에 대한 편지"에서 압델카데르의 권력 상승을 다음과 같이 묘사했다:
알제 지방의 서쪽, 모로코 제국의 국경 근처에는 매우 유명한 마라부트 가족이 오랫동안 정착해 있었습니다. 그들은 모하메드 자신으로부터 후손이며, 그들의 이름은 섭정국 전체에서 숭배받습니다. 프랑스가 이 나라를 점령했을 때, 이 가족의 수장은 마히딘이라는 노인이었습니다. 마히딘은 높은 혈통 외에도 메카를 방문하고 터키인의 착취에 오랫동안 그리고 강력하게 반대했다는 이점을 가지고 있었습니다. 그의 성스러움은 크게 존경받았고 그의 기술은 잘 알려져 있었습니다. 주변 부족들이 권력 부재로 인한 참을 수 없는 불편함을 느끼기 시작했을 때, 그들은 마히딘에게 와서 자신들의 일을 맡아달라고 제안했습니다. 노인은 그들 모두를 넓은 평원에 모았습니다. 그곳에서 그는 그들에게 자신의 나이에는 지상보다는 하늘에 관심을 가져야 한다고 말했고, 그들의 제안을 거절했지만, 그들이 그의 젊은 아들 중 한 명에게 투표를 미루기를 간청하며 그를 보여주었습니다. 그는 이 아들이 동포들을 통치할 자격이 있는 많은 이유를 열거했습니다: 그의 초기 경건함, 성지 순례, 선지자의 후손; 그는 하늘이 그를 형제들 가운데서 지정하기 위해 사용했던 몇 가지 놀라운 단서들을 알려주었고, 그는 아랍인들에게 해방자를 예고했던 모든 고대 예언들이 분명히 그에게 적용된다는 것을 증명했습니다. 부족들은 만장일치로 마히딘의 아들을 에미르-엘-무미닌, 즉 신자들의 지도자로 선포했습니다.
그때 스물다섯 살에 불과하고 초라한 모습이었던 이 젊은이는 압델카데르라고 불렸습니다.
아미르 알무미닌으로 인정받은 압델카데르는 빠르게 서부 지역의 부족들의 지지를 얻었다. 1834년 그는 당시 오랑 지방의 군사 지휘관이던 데스미셸스 장군과 데스미셸스 조약을 체결했다. 프랑스 행정부가 마지못해 받아들인 이 조약에서 프랑스는 압델카데르를 프랑스 통제하에 있지 않은 오랑 지방 영토의 주권자로 인정하고, 압델카데르에게 프랑스 점령 도시에 영사를 파견할 권한을 부여했다. 이 조약은 압델카데르에게 프랑스 통치를 인정하도록 요구하지 않았는데, 이는 프랑스어 본문에서 간과되었다. 압델카데르는 이 조약이 제공하는 평화를 이용하여 서부 및 중부 알제리 전역의 부족들에게 자신의 영향력을 확대했다.
드렐롱 백작은 압델카데르의 활동이 초래하는 위험을 분명히 인식하지 못했지만, 오랑의 지휘관이었던 카미유 알퐁스 트레젤 장군은 이를 보고 압델카데르로부터 일부 부족을 분리시키려 했다. 그가 오랑 근처의 두 부족을 설득하여 프랑스 우월성을 인정하게 했을 때, 압델카데르는 그 부족들을 프랑스 영향권에서 벗어나 내륙으로 이동시키기 위해 병력을 파견했다. 트레젤은 1835년 6월 16일 그 부족들의 영토를 보호하기 위해 오랑에서 병력 종대를 진격시켰다. 위협을 교환한 후, 압델카데르는 오랑에서 자신의 영사를 철수시키고 마스카라에서 프랑스 영사를 추방했으며, 이는 사실상의 선전포고였다. 두 군대는 시그 전투에서 유혈 사태를 겪었지만 결정적이지 않은 교전을 벌였다. 그러나 식량이 부족했던 프랑스군이 아르제우로 철수하기 시작했을 때, 압델카데르는 2만 명의 병력을 이끌고 포위된 종대를 공격하여 마크타 전투에서 프랑스군을 격퇴하고 500명을 살해했다. 이 참사는 드렐롱 백작의 소환으로 이어졌다.
클로젤 장군은 드렐롱을 대신하여 두 번째로 임명되었다. 그는 그해 12월 마스카라에 대한 공격을 이끌었고, 압델카데르는 사전에 경고를 받아 도시를 비웠다. 1836년 1월, 클로젤은 틀렘센을 점령하고 그곳에 수비대를 설치한 후 알제로 돌아와 콩스탕틴에 대한 공격을 계획했다. 압델카데르는 틀렘센에서 프랑스군을 계속 괴롭혔고, 이에 나폴레옹 전쟁의 베테랑이자 비정규전에 능숙한 토마 로베르 뷔조 휘하의 추가 병력이 오랑에서 파견되어 타프나 강까지 통제권을 확보하고 수비대에 보급품을 공급했다. 압델카데르는 뷔조 앞에서 후퇴했지만, 시카크 강둑에서 저항하기로 결정했다. 1836년 7월 6일, 뷔조는 시카크 전투에서 압델카데르를 결정적으로 격파했으며, 프랑스군은 50명 미만의 사상자를 낸 반면 압델카데르군은 1,000명 이상의 사상자를 냈다. 이 전투는 압델카데르가 참여한 몇 안 되는 정규 전투 중 하나였다. 이 패배 이후 그는 자신의 행동을 가능한 한 게릴라식 공격으로 제한했다.

## 콩스탕틴

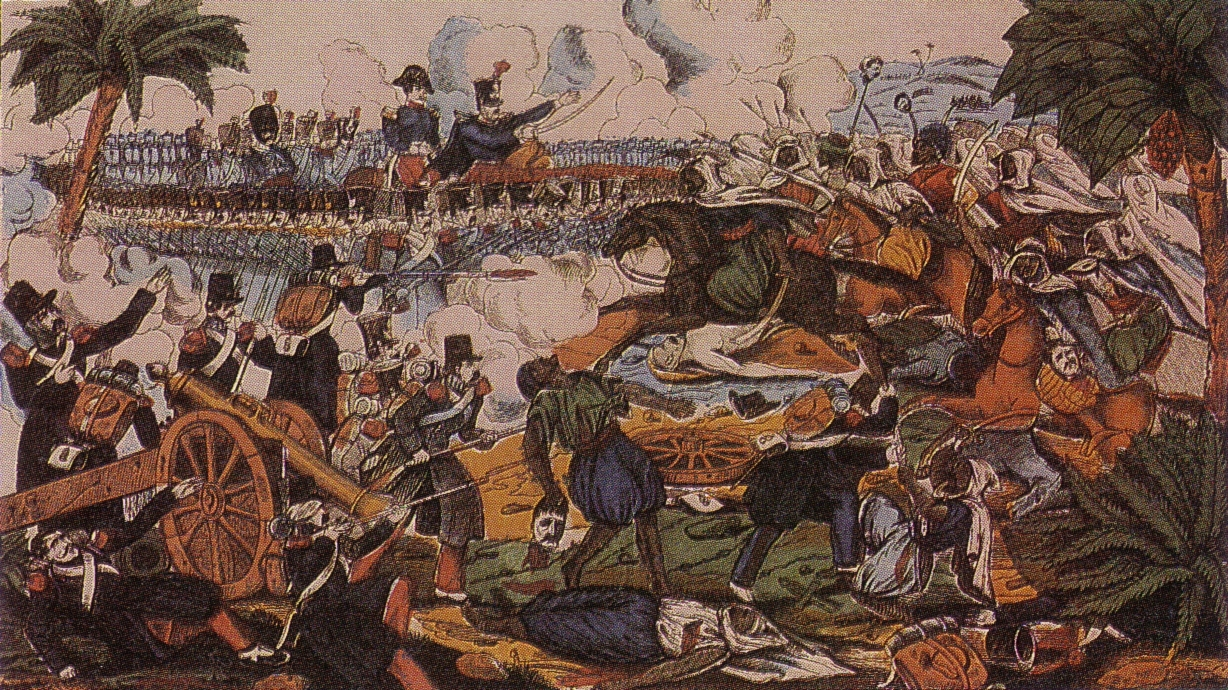
1836년 11월 콩스탕틴 전투

아메드 베이는 프랑스나 다른 세력이 콩스탕틴을 복속시키려는 모든 시도에 지속적으로 저항했으며, 부분적으로는 자신이 궁극적으로 다음 데이가 되기를 바랐기 때문에 프랑스 통치에 대한 저항에 계속해서 중요한 역할을 했다. 클로젤과 아메드는 아메드가 자신이 여전히 알제리 영토라고 간주하는 보네에 대한 프랑스 권위를 인정하기를 거부하면서 외교적으로 다투었고, 클로젤은 그에게 맞서기로 결정했다. 1836년 11월 클로젤은 8,700명의 병력을 이끌고 콩스탕틴 베이국으로 들어갔으나 콩스탕틴 전투에서 격퇴당했다. 이 실패로 클로젤은 소환되었다. 그는 샤를 마리 드니, 드 담르몽 백작으로 교체되었는데, 그는 이듬해 콩스탕틴을 점령하는 원정을 이끌었으나 공성전 중 전사하여 실뱅 샤를, 발레 백작으로 교체되었다.

## 압드 알 카디르의 저항 재개

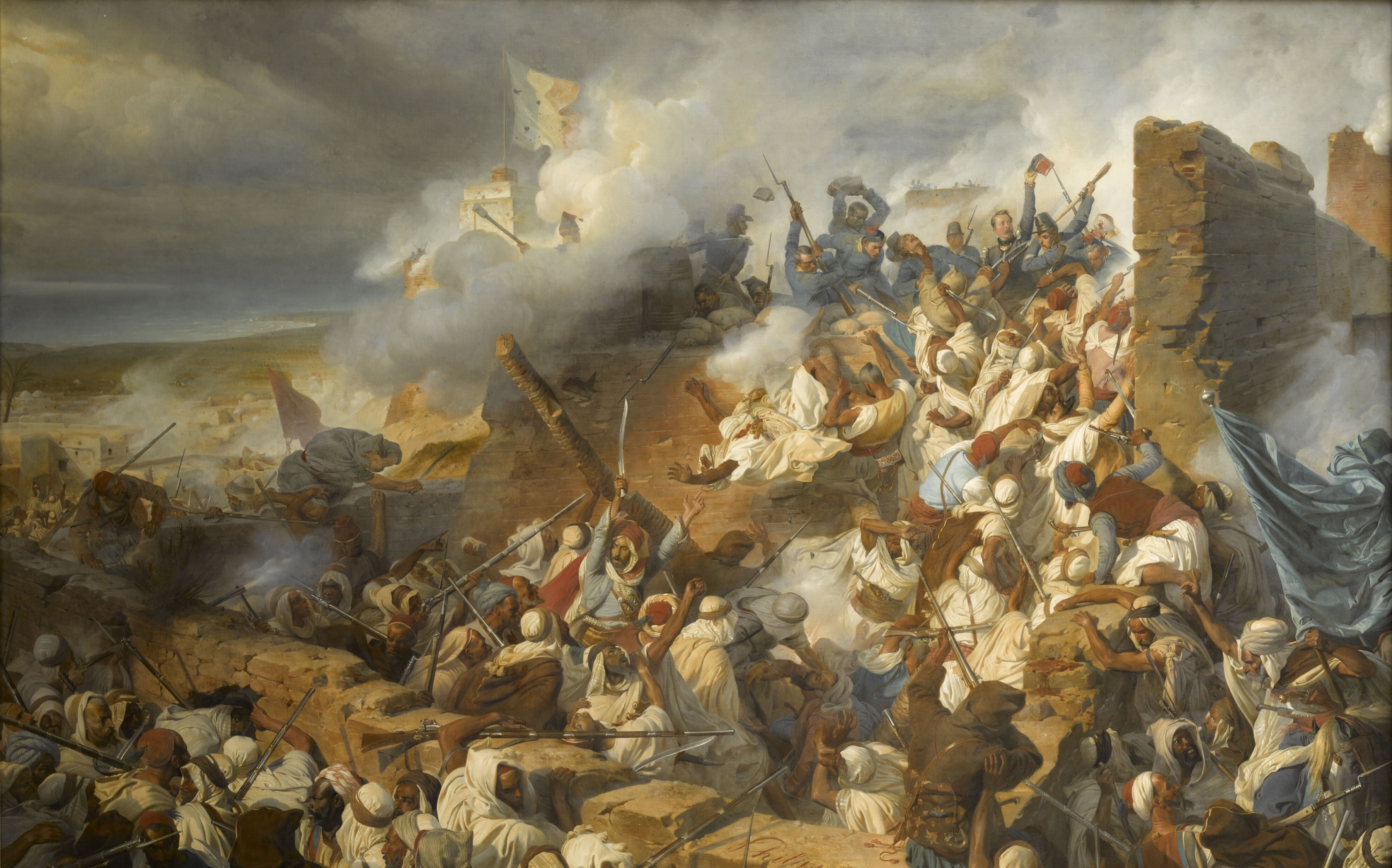
1840년 마자그란 전투

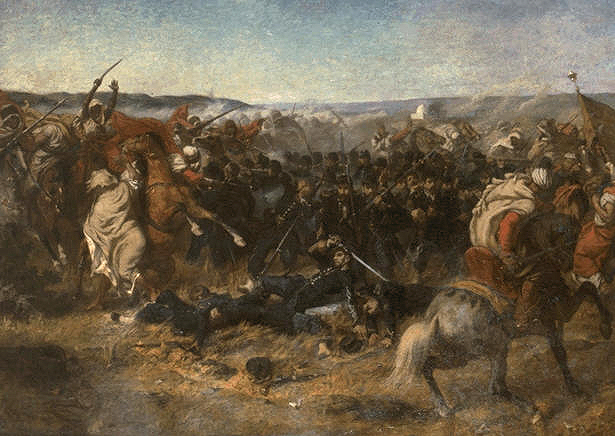
1845년 시디 브라힘 전투

1837년 5월, 당시 오랑의 지휘관이던 토마 로베르 뷔조 장군은 압드 알 카디르와 타프나 조약을 체결하여, 현재의 알제리 내륙 대부분에 대한 압드 알 카디르의 통제권을 효과적으로 인정했다. 압드 알 카디르는 이 조약을 이용하여 내륙 전역의 부족들에 대한 자신의 권력을 통합하고, 프랑스의 통제에서 멀리 떨어진 새로운 도시들을 건설했다. 그는 평화적 및 군사적 수단을 통해 프랑스 통치하의 주민들을 저항하도록 동기 부여하기 위해 노력했다. 프랑스 침공 이전에 알제리를 분열시켰던 씨족과 형제단 간의 경쟁은 그의 조직 하에 해결되었고, 그는 통제 구역을 여러 지역으로 나누어 각 지역을 강화하고 자체 방어를 통제했다. 다시 프랑스와 맞서기 위해 그는 알제와 콩스탕틴 사이의 주요 경로를 포함하는 영토에 대해 조약에 따라 주장했다. 1839년 말, 프랑스군이 철문으로 알려진 산악 협곡을 통과하여 이 주장에 이의를 제기하자, 압드 알 카디르는 조약 위반을 주장하고 지하드에 대한 새로운 요구를 시작했다. 1839년에 그는 카빌인 지휘관 아메드 빈 살렘과 아랍인 모하메드 벤 알렐이 이끄는 미티자 전역 (1839년)을 시작했다. 이 작전은 우에드 엘 알뢰그 전투에서 알제리군이 격파되었지만 성공적이었다. 1840년 내내 그는 알제와 오랑 지방에서 프랑스에 대항하여 게릴라전을 벌였다. 발레의 전쟁 종결 실패는 1840년 12월 뷔조 장군으로의 교체로 이어졌다.
뷔조는 압드 알 카디르가 사용했던 것과 유사한 기동성 있는 기병 종대와 결합된 초토화 전략을 시행하여 압드 알 카디르로부터 점진적으로 영토를 점령했다. 군대의 전술은 강압적이었고, 주민들은 상당한 고통을 겪었다. 압드 알 카디르는 결국 스말라 또는 즈멜라로 알려진 이동식 본부를 설치할 수밖에 없었다. 1843년 프랑스군은 그가 자리를 비운 동안 이 진지를 습격하여 5,000명 이상의 전사와 압드 알 카디르의 전쟁 자금을 획득했다.
압드 알 카디르는 모로코로 후퇴할 수밖에 없었다. 모로코는 특히 국경 지역의 부족들로부터 일부 지원을 받고 있었다. 모로코에 압드 알 카디르를 추방하도록 설득하려는 프랑스의 외교적 노력이 실패하자, 프랑스는 1844년 제1차 프랑스-모로코 전쟁을 통해 술탄에게 정책 변경을 강요하는 군사적 수단을 사용했다.
프랑스는 1845년 카빌리 지역에서 압델카데르의 현지 군대를 파괴하기 위해 작전을 시작했는데, 이 군대는 앞서 언급된 아메드 빈 살렘이 이끌고 있었다. 카빌 즈와와 군대는 1837년 이래로 프랑스에게 골칫거리였으며, 베니 메레드 전투와 같은 여러 매복 공격을 감행했으므로 이 지역의 압델카데르 군대를 파괴하는 것이 필수적이었다. 티지 우주 전투에서 아메드를 성공적으로 격파한 후, 프랑스군은 이세르스 근처에서 남은 알제리군을 매복 공격하여 현지 군대를 성공적으로 파괴하고 아메드 빈 살렘의 항복을 받아냈다. 이 패배로 압델카데르의 국가 동부 지역에서의 영향력은 끝났다. 10년이 끝날 무렵 프랑스 점령군은 10만 명이 넘는 병사들로 구성되었다. 프랑스군은 1845년 시디 브라힘 전투에서 전멸당했다.
모로코의 압드 알 라만은 1844년 탕헤르 조약에 따라 에미르를 자신의 왕국 전역에서 추방했다. 압드 알 라만은 비밀리에 병사들을 보내 압델카데르를 공격하고 그의 보급품을 파괴했지만, 압델카데르가 모로코인들을 격파하고 투옥시킨 지 6개월 만에 실패했다. 모로코인들의 이러한 실패 이후, 암살자가 에미르 압델카데르를 죽이기 위해 파견되었다. 압드 알 라만의 조카인 물레이 하솀은 리프 지방의 총독인 엘 함라와 함께 모로코군을 지휘하여 에미르를 공격하러 파견되었지만, 모로코인들은 전투에서 심하게 패배했고, 엘 함라는 사망했으며, 물레이 하솀은 간신히 목숨을 건졌고 압드 알 라만은 이 패배를 받아들였다. 모로코인들은 아게딘 전투에서 또 다른 공세를 이끌었지만, 세 번의 군사 교전에서 압델카데르에게 패배했다. 그러나 압델카데르는 곧 모로코에서 철수하고 협상을 위해 프랑스 영토로 진입하기로 결정했다. 1847년 12월, 압드 알 카디르는 중동으로 망명하는 조건으로 프랑스에 항복하기로 선택했다. 프랑스는 이 조건을 위반하여 그를 1852년까지 프랑스에 구금했고, 그 후 그는 다마스쿠스로 갈 수 있었다.
오스만 제국은 알제리 침공에 대해 공식적인 항의를 제기했지만, 그 지방의 상실을 결코 인정하지 않았다. 1905년의 "오스만 아프리카" 지도에는 여전히 오스만 제국이 알제리 "지역"(hitta, 모호한 경계를 가진 영토를 지칭하는 용어)의 서쪽에서 모로코와 국경을 접하고 있는 것으로 나타나 있다.

## 1871년 카빌 봉기
압드 알 카디르 시대 이후 가장 심각한 원주민 봉기는 1871년 카빌리아에서 발생하여 알제리 전역으로 확산된 모크라니 반란이었다. 1871년 4월까지 250개 부족, 즉 알제리 인구의 거의 3분의 1이 봉기했다. 이 시기 알제리에는 약 13만 명의 식민지 주민들이 있었고, 그들은 대부분의 경작지를 장악하고 있었다. 이 숫자는 세기 말 이전에 100만 명을 넘어설 것이다. 장기적인 기근과 식민지의 다양한 민족 집단에 대한 불평등한 대우에 대한 대응으로 발생한 카빌 봉기는 프랑스의 탄압 이후 1873년 콩스탕틴에서 생존한 지휘관들의 재판으로 이어졌다. 또한, 1870년 크레미외 법령이 인구에 미친 영향이 매우 중요하게 평가된다.
반란은 칼라아 오프 아이트 아바스의 수장이자 원래 프랑스 국가와 동맹을 맺었던 셰이크 모크라니가 이끌었다. 반란의 원인에 기여한 중요한 측면 중 하나는 카빌 지도자들 사이에서 의사 결정 자율성의 상실에 대한 광범위한 인식과 카빌 마을 의회인 ǧamāʿa 사이의 인식이 있었다는 점이다. 이는 칼라아 오프 아이트 아바스가 직면한 권위 상실의 경우에도 마찬가지였다. 또한, 파리 코뮌 사건도 프랑스 행정부에 대항할 가능성을 보여주어 반란을 지지하는 실행 가능한 방법을 제공하는 데 일조했을 것이다. 그러나 이러한 거대한 움직임을 시작한 마지막 방아쇠는 1871년 프랑스 명령에 불복종한 스파히의 반란이었다. 약 15만 명의 카빌인들이 반란을 일으켜 거의 수도까지 전쟁을 가져왔다. 더욱이, 이 반란군 대부분은 제대로 무장하고 훈련되지 않았으며, 자유를 위해 싸우는 혼란스러운 농민 대중이었다. 그러나 초기 승리는 여러 프랑스 부대가 배치되어 반란을 진압하면서 퇴색하기 시작했고, 특히 셰이크 모크라니의 형제가 최종적으로 포로로 잡히면서 더욱 그러했다. 많은 반대자들은 누벨칼레도니로 보내졌으며, 그곳에는 아직도 많은 알제리 공동체인 태평양의 알제리인들이 존재한다.

## 사하라 사막 정복
사하라 사막 정복을 위한 프랑스 원정대는 1844년 3월, 지브라 지역의 콩스탕틴 근처 전략적 요충지인 비스크라에서 시작되었으며, 22세의 루이 필리프 오말 공작이 군대를 이끌었다. 에미르 압델 카데르와 콩스탕틴의 베이 하지 아메드의 단호하고 성공적인 저항에 따라 콩스탕틴에 다른 경로로 도착할 필요성 때문에 이 특정 지역을 공격하기로 결정했다. 사실, 사하라의 건조한 환경과 비전략적인 위치는 적어도 최초 프랑스 식민지 의도에는 군대의 시간과 노력을 들일 가치가 없었다. 그러나 프랑스는 특정 부족들과 협력 관계를 맺어 가능한 한 피 흘리지 않는 정복을 시도하는 사하라 정책을 성공적으로 유지할 수 있었다. 실제로 모든 지역 지도자들이 압델 카데르의 식민지 저항 노력을 지지한 것은 아니었으며, 프랑스 관리들과 특정 지역 지도자들 간의 협력 관계는 가장 큰 장애물 중 하나였다. 예를 들어, 사하라 사막에서 카데르의 계획에 저항했던 부족 지휘관 아메드 벤 살렘에 대한 미래 인정 약속은 마을에서의 프랑스 적대적 저항을 첫째, 훨씬 더 어렵게 만들었고, 둘째, 지역 주민들에게 부정적인 인상을 남겼다. 이어서 프랑스군은 비밀 동맹과 특정 경우의 무력 및 강압을 사용하여 많은 반란을 통제할 수 있었다.
1881년, 알제리 해안은 완전히 프랑스 정부의 손에 들어왔다. 게다가, 사하라에서의 과거 충돌과 직면한 어려움은 전체 사하라 지역의 최종 합병 가능성을 희박하게 만들었다. 그럼에도 불구하고, 대영 제국과의 경쟁과 투아레그 세력에 의한 폴 플라테르 중령의 사망은 최종 프랑스 원정대를 촉발했다. 1902년, 프랑스 군사 원정대는 아하가르산맥에 진입하여 티트 전투에서 켈 아하가르를 격파했다. 알제리 사하라 지역의 정복은 1903년 프랑스가 켈 아하가르 왕국을 정복하면서 완료되었다. 주목할 점은 사하라 원정은 "분할 통치" 전략과 여러 방면에서 적을 공격하는 데 중점을 두었다는 점이다. 사실, 투아레그 부족들이 제대로 무장하지 못했더라도, 그들의 환경에 대한 지식과 기후 조건에 대한 저항력은 그들을 위험한 적으로 만들었다. 또한, 사하라 원정은 제안된 전략 계획의 수많은 어려움과 개발의 불확실성 때문에 프랑스 국가에게 엄격한 필연성으로 여겨지지 않았다.

## 사상자
여러 역사학자들에 따르면, 프랑스가 알제리를 통제하기 위해 사용한 방법은 집단학살 수준에 달했으며, 전쟁, 기근, 질병으로 인해 정복 첫 30년 동안 약 300만 명의 추정 인구 중 50만에서 100만 명의 알제리인이 사망했다. 1830년부터 1862년까지 프랑스군의 손실은 총 48만 명 (민간인과 군인 포함, 주로 질병으로 사망)이었다.

## 알제리 정복에서의 문화적 제국주의
카빌 공동체와 프랑스 식민지배자들 사이의 상호작용은 이러한 카빌인들이 다른 알제리인들과는 다르다는 믿음을 조장함으로써 프랑스의 알제리 정복을 정당화할 수 있는 새로운 유형의 관계를 만들어내려는 아이디어를 가져왔다. 이러한 아이디어는 카빌인들 간의 일부다처제와 같은 문화적 차이에서 비롯되었다. 따라서 그 시점부터 선교사들은 신앙을 전파하고, 더 중요하게는 프랑스의 교육 및 문화 시스템을 알제리에 도입하는 데 중요한 역할을 했다. 이는 유대인 공동체를 위한 유대인 세계동맹에서도 마찬가지였다. 실제로 1850년대부터 크레미외 법령과 함께 프랑스는 유대인과 카빌인이 받아야 할 교육 유형에 대해 대대적으로 개입하여, 프랑스에 충성하면서도 프랑스인처럼 행동하고 처신하는 사람들을 만들려고 했다.

## 같이 보기
- 프랑스 침략에 대한 알제리 민중 저항
- 프랑스의 모로코 정복
- 프랑스의 튀니지 정복

## 참고 문헌
- Ritter, Yusuf. Travels in Algeria, United Empire Loyalists. Tikhanov Library, 2023. "알제리 여행기, 연합 제국 충성파" 보관됨 2023-11-02 - 웨이백 머신
- Abun-Nasr, Jamil (1987). 《이슬람 시대 마그레브의 역사》. 케임브리지 대학교 출판부. ISBN 978-0-521-33767-0.
- Greenhalgh, Michael (2014). 《북아프리카 로마 경관의 군사 및 식민지 파괴, 1830–1900》. Brill. ISBN 978-90-04-27163-0.
- Priestley, Herbert Ingram (1966). 《해외 프랑스: 근대 제국주의 연구》. Routledge. ISBN 978-0-7146-1024-5.
- Ruedy, John Douglas (2005). 《현대 알제리: 국가의 기원과 발전》 2판. 블루밍턴, 인디애나: 인디애나 대학교 출판부. ISBN 978-0-253-21782-0.
- Tucker, Spencer C. (2009). 《분쟁의 글로벌 연대기: 고대 세계에서 현대 중동까지: 고대 세계에서 현대 중동까지》. ABC-CLIO. ISBN 978-1-85109-672-5.
- Wagner, Moritz (1854). 《아틀라스의 삼색기: 또는, 알제리와 프랑스 침략》. 번역 Pulszky, Francis. 런던: T. Nelson and Sons.